# Convocazioni per il campionato mondiale maschile under 20 di calcio 2009
Elenco dei giocatori convocati da ciascuna Nazionale partecipante ai Mondiali di calcio Under-20 2009.

## Gruppo A

### Egitto U-20
Commissario tecnico:  Miroslav Soukup
| N. | Pos. | Giocatore           | Data nascita (età)         | Pres. | Reti | Squadra          |
| -- | ---- | ------------------- | -------------------------- | ----- | ---- | ---------------- |
| 1  | P    | Ali Lotfi           | 14 ottobre 1989 (19 anni)  |       |      | ENPPI            |
| 2  | D    | Salah Soliman       | 20 gennaio 1990 (19 anni)  |       |      | Ghazl El-Mehalla |
| 3  | C    | Hesham Mohamed      | 3 gennaio 1989 (20 anni)   |       |      | Al-Ahly          |
| 4  | C    | Mostafa Galal       | 22 luglio 1989 (20 anni)   |       |      | ENPPI            |
| 5  | D    | Moaz El Henawy (c)  | 29 gennaio 1990 (19 anni)  |       |      | Al-Ahly          |
| 6  | D    | Ahmed Hegazy        | 25 gennaio 1991 (18 anni)  |       |      | Ismaily          |
| 7  | D    | Ali Mohamad Ahmed   | 1º gennaio 1989 (20 anni)  |       |      | ENPPI            |
| 8  | C    | Shehab El-Din Ahmed | 22 agosto 1990 (19 anni)   |       |      | Al-Ahly          |
| 9  | A    | Mohamed Talaat      | 14 maggio 1989 (20 anni)   |       |      | Al-Ahly          |
| 10 | C    | Ahmed Shoukry       | 21 luglio 1989 (20 anni)   |       |      | Al-Ahly          |
| 11 | A    | Afroto              | 17 marzo 1989 (20 anni)    |       |      | Al-Ahly          |
| 12 | D    | Milo                | 1º novembre 1990 (18 anni) |       |      | Haras El-Hodood  |
| 13 | D    | Ayman Ashraf        | 9 aprile 1991 (18 anni)    |       |      | Al-Ahly          |
| 14 | C    | Hossam Hassan       | 30 aprile 1989 (20 anni)   |       |      | ENPPI            |
| 15 | D    | Saad Samir          | 1º aprile 1989 (20 anni)   |       |      | Al-Ahly          |
| 16 | P    | Mohamed Bassam      | 25 dicembre 1990 (18 anni) |       |      | El Gaish         |
| 17 | C    | Mahmoud Toba        | 1º ottobre 1989 (19 anni)  |       |      | Al-Ahly          |
| 18 | C    | Ahmed Magdi         | 9 dicembre 1989 (19 anni)  |       |      | Ghazl El-Mehalla |
| 19 | A    | Bogy                | 28 gennaio 1989 (20 anni)  |       |      | Zamalek          |
| 20 | C    | Hossam Arafat       | 18 gennaio 1990 (19 anni)  |       |      | Zamalek          |
| 21 | P    | Mohamed Abou Gabal  | 29 gennaio 1989 (20 anni)  |       |      | ENPPI            |

### Italia U-20
Commissario tecnico:  Francesco Rocca
| N. | Pos. | Giocatore                | Data nascita (età)          | Pres. | Reti | Squadra    |
| -- | ---- | ------------------------ | --------------------------- | ----- | ---- | ---------- |
| 1  | P    | Vincenzo Fiorillo (c)    | 13 gennaio 1990 (19 anni)   |       |      | Sampdoria  |
| 2  | D    | Alessandro Crescenzi     | 25 settembre 1991 (17 anni) |       |      | Grosseto   |
| 3  | D    | Antonio Mazzotta         | 2 agosto 1989 (20 anni)     |       |      | Lecce      |
| 4  | D    | Matteo Gentili           | 21 agosto 1989 (20 anni)    |       |      | Varese     |
| 5  | D    | Michelangelo Albertazzi  | 7 gennaio 1991 (18 anni)    |       |      | Milan      |
| 6  | D    | Marco Calderoni          | 18 febbraio 1989 (20 anni)  |       |      | Piacenza   |
| 7  | C    | Claudio Della Penna      | 12 maggio 1989 (20 anni)    |       |      | Roma       |
| 8  | C    | Andrea Mazzarani         | 6 novembre 1989 (19 anni)   |       |      | Crotone    |
| 9  | A    | Umberto Eusepi           | 9 gennaio 1989 (20 anni)    |       |      | Reggiana   |
| 10 | C    | Fabio Sciacca            | 16 maggio 1989 (20 anni)    |       |      | Catania    |
| 11 | A    | Gianvito Misuraca        | 2 aprile 1990 (19 anni)     |       |      | Vicenza    |
| 12 | P    | Andrea Gasparri          | 28 febbraio 1989 (20 anni)  |       |      | Giulianova |
| 13 | D    | Francesco Bini           | 2 gennaio 1989 (20 anni)    |       |      | Piacenza   |
| 14 | D    | Matteo Bruscagin         | 3 agosto 1989 (20 anni)     |       |      | Gubbio     |
| 15 | D    | Vasco Regini             | 9 settembre 1990 (19 anni)  |       |      | Sampdoria  |
| 16 | C    | Giacomo Bonaventura      | 22 agosto 1989 (20 anni)    |       |      | Atalanta   |
| 17 | C    | Mattia Mustacchio        | 17 maggio 1989 (20 anni)    |       |      | Ancona     |
| 18 | C    | Silvano Raggio Garibaldi | 27 marzo 1989 (20 anni)     |       |      | Genoa      |
| 19 | C    | Marco Romizi             | 13 febbraio 1990 (19 anni)  |       |      | Reggiana   |
| 20 | A    | Piergiuseppe Maritato    | 19 marzo 1989 (20 anni)     |       |      | Gallipoli  |
| 21 | P    | Antonio Piccolo          | 18 luglio 1990 (19 anni)    |       |      | Juventus   |

### Paraguay U-20
Commissario tecnico:  Adrián Coria
| N. | Pos. | Giocatore               | Data nascita (età)         | Pres. | Reti | Squadra            |
| -- | ---- | ----------------------- | -------------------------- | ----- | ---- | ------------------ |
| 1  | P    | Joel Silva (c)          | 13 gennaio 1989 (20 anni)  |       |      | Guaraní            |
| 2  | D    | Iván Piris              | 3 ottobre 1989 (19 anni)   |       |      | Cerro Porteño      |
| 3  | D    | Ronald Huth             | 30 agosto 1989 (20 anni)   |       |      | Vicenza            |
| 4  | D    | César Benítez           | 22 maggio 1990 (19 anni)   |       |      | Cerro Porteño      |
| 5  | D    | Francisco Silva         | 18 ottobre 1990 (18 anni)  |       |      | Libertad           |
| 6  | C    | Rodrigo Burgos          | 21 giugno 1989 (20 anni)   |       |      | Cerro Porteño      |
| 7  | C    | Celso Ortiz             | 26 gennaio 1989 (20 anni)  |       |      | Cerro Porteño      |
| 8  | C    | Hernán Pérez            | 25 febbraio 1989 (20 anni) |       |      | Villarreal         |
| 9  | A    | Robin Ramírez           | 11 novembre 1989 (19 anni) |       |      | Libertad           |
| 10 | C    | Gustavo Cristaldo       | 3 maggio 1989 (20 anni)    |       |      | Libertad           |
| 11 | A    | Federico Santander      | 4 giugno 1991 (18 anni)    |       |      | Guaraní            |
| 12 | P    | Gerardo Ortiz           | 25 marzo 1989 (20 anni)    |       |      | Quilmes            |
| 13 | D    | Aldo Paniagua           | 12 luglio 1989 (20 anni)   |       |      | 12 de Octubre      |
| 14 | D    | Rolando García Guerreño | 10 febbraio 1990 (19 anni) |       |      | Defensa y Justicia |
| 15 | C    | Derlis Orué             | 2 gennaio 1989 (20 anni)   |       |      | 12 de Octubre      |
| 16 | C    | Jorge Moreira           | 1º febbraio 1990 (19 anni) |       |      | 2 de Mayo          |
| 17 | C    | Nicolás Martínez        | 15 febbraio 1989 (20 anni) |       |      | Puebla             |
| 18 | C    | Lorenzo Melgarejo       | 10 agosto 1990 (19 anni)   |       |      | 12 de Octubre      |
| 19 | A    | Luis Páez               | 19 dicembre 1989 (19 anni) |       |      | Tacuary            |
| 20 | A    | Luis Nery Caballero     | 22 aprile 1990 (19 anni)   |       |      | Olimpia            |
| 21 | P    | Rubén Escobar           | 6 febbraio 1991 (18 anni)  |       |      | Libertad           |

### Trinidad e Tobago U-20
Commissario tecnico:  Zoran Vraneš
| N. | Pos. | Giocatore         | Data nascita (età)         | Pres. | Reti | Squadra                  |
| -- | ---- | ----------------- | -------------------------- | ----- | ---- | ------------------------ |
| 1  | P    | Samuel Glenroy    | 5 aprile 1990 (19 anni)    |       |      | Utd Petrotrin            |
| 2  | D    | Aubrey David      | 11 ottobre 1990 (18 anni)  |       |      | W Connection             |
| 3  | D    | Curtis Gonzales   | 26 gennaio 1989 (20 anni)  |       |      | Joe Public               |
| 4  | D    | Sheldon Bateau    | 29 gennaio 1991 (18 anni)  |       |      | San Juan Jabloteh        |
| 5  | D    | Akeem Adams       | 13 aprile 1991 (18 anni)   |       |      | Utd Petrotrin            |
| 6  | C    | Leston Paul (c)   | 11 marzo 1990 (19 anni)    |       |      | South Florida Bulls      |
| 7  | C    | Kevin Molino      | 17 giugno 1990 (19 anni)   |       |      | Ma Pau                   |
| 8  | C    | Sean de Silva     | 17 gennaio 1990 (19 anni)  |       |      | Charleston Golden Eagles |
| 9  | A    | Jamal Gay         | 9 febbraio 1989 (20 anni)  |       |      | RW Oberhausen            |
| 10 | A    | Qian Grosvenor    | 28 aprile 1989 (20 anni)   |       |      | South Florida Bulls      |
| 11 | C    | Khaleem Hyland    | 5 giugno 1989 (20 anni)    |       |      | Zulte Waregem            |
| 12 | D    | Robert Primus     | 10 novembre 1990 (18 anni) |       |      | San Juan Jabloteh        |
| 13 | A    | Juma Clarence     | 17 marzo 1989 (20 anni)    |       |      | Utd Petrotrin            |
| 14 | C    | Jean Luc Rochford | 10 novembre 1990 (18 anni) |       |      | Joe Public               |
| 15 | D    | Uriah Bentick     | 5 febbraio 1989 (20 anni)  |       |      | Liberty University       |
| 16 | C    | Marcus Joseph     | 29 aprile 1991 (18 anni)   |       |      | Joe Public               |
| 17 | D    | Mekeil Williams   | 24 luglio 1990 (19 anni)   |       |      | Ma Pau                   |
| 18 | C    | Jake Thomson      | 12 maggio 1989 (20 anni)   |       |      | Southampton              |
| 19 | D    | Daneil Cyrus      | 15 dicembre 1990 (18 anni) |       |      | Joe Public               |
| 20 | P    | Andre Marchan     | 11 agosto 1990 (19 anni)   |       |      | Joe Public               |
| 21 | P    | Jesse Fullerton   | 20 ottobre 1990 (18 anni)  |       |      | Nova Southeastern Sharks |

## Gruppo B

### Nigeria U-20
Commissario tecnico:  Samson Siasia
| N. | Pos. | Giocatore        | Data nascita (età)          | Pres. | Reti | Squadra               |
| -- | ---- | ---------------- | --------------------------- | ----- | ---- | --------------------- |
| 1  | P    | Dele Ajiboye     | 7 agosto 1990 (19 anni)     |       |      | Pontevedra            |
| 2  | D    | Daniel Adejo     | 7 agosto 1989 (20 anni)     |       |      | Reggina               |
| 3  | D    | Nurudeen Orelesi | 10 aprile 1989 (20 anni)    |       |      | Bonifika              |
| 4  | D    | Nwankwo Obiora   | 12 luglio 1991 (18 anni)    |       |      | Wikki Tourists        |
| 5  | D    | Raheem Lawal     | 4 maggio 1990 (19 anni)     |       |      | Atlético Baleares     |
| 6  | D    | Ibok Edet        | 22 agosto 1989 (20 anni)    |       |      | Atlético Baleares     |
| 7  | A    | King Osanga      | 6 ottobre 1990 (18 anni)    |       |      | Heartland             |
| 8  | A    | Odion Ighalo (c) | 16 giugno 1989 (20 anni)    |       |      | Granada               |
| 9  | A    | Kehinde Fatai    | 19 febbraio 1990 (19 anni)  |       |      | Farul Costanza        |
| 10 | C    | Rabiu Ibrahim    | 15 marzo 1991 (18 anni)     |       |      | Sporting Lisbona      |
| 11 | A    | Danny Uchechi    | 14 settembre 1989 (20 anni) |       |      | West Ham Utd          |
| 12 | P    | Uche Okafor      | 10 febbraio 1991 (18 anni)  |       |      | Kaduna United         |
| 13 | C    | Yakubu Alfa      | 31 dicembre 1990 (18 anni)  |       |      | Helsingborg           |
| 14 | A    | Sone Aluko       | 19 febbraio 1989 (20 anni)  |       |      | Aberdeen              |
| 15 | C    | Oluwasina Abe    | 4 aprile 1991 (18 anni)     |       |      | Sunshine Stars        |
| 16 | A    | Stanley Ohawuchi | 27 maggio 1990 (19 anni)    |       |      | Bayelsa United        |
| 17 | C    | Gbolahan Salami  | 15 aprile 1991 (18 anni)    |       |      | Sunshine Stars        |
| 18 | C    | Shagari Mohammed | 29 novembre 1990 (18 anni)  |       |      | Kano Pillars          |
| 19 | D    | Harmony Ikande   | 17 settembre 1990 (19 anni) |       |      | Milan                 |
| 20 | C    | Lukman Haruna    | 4 dicembre 1990 (18 anni)   |       |      | Monaco                |
| 21 | P    | Oladejo Olateru  | 28 maggio 1989 (20 anni)    |       |      | Clique Sports Academy |

### Venezuela U-20
Commissario tecnico:  César Farías
| N. | Pos. | Giocatore             | Data nascita (età)          | Pres. | Reti | Squadra             |
| -- | ---- | --------------------- | --------------------------- | ----- | ---- | ------------------- |
| 1  | P    | Rafael Romo           | 25 febbraio 1990 (19 anni)  |       |      | Udinese             |
| 2  | D    | Ágnel Flores          | 25 settembre 1989 (19 anni) |       |      | Minervén            |
| 3  | D    | Carlos Salazar        | 15 maggio 1989 (20 anni)    |       |      | Dep. Anzoátegui     |
| 4  | D    | José Manuel Velázquez | 8 settembre 1990 (19 anni)  |       |      | Dep. Anzoátegui     |
| 5  | C    | Francisco Flores (c)  | 12 dicembre 1990 (18 anni)  |       |      | Deportivo Lara      |
| 6  | C    | Guillermo Ramírez     | 16 gennaio 1990 (19 anni)   |       |      | Caracas             |
| 7  | A    | Yonathan Del Valle    | 28 maggio 1990 (19 anni)    |       |      | Deportivo Táchira   |
| 8  | C    | Mauricio Parra        | 6 febbraio 1990 (19 anni)   |       |      | Deportivo Táchira   |
| 9  | A    | Salomón Rondón        | 16 settembre 1989 (20 anni) |       |      | Las Palmas          |
| 10 | C    | Angelo Peña           | 25 dicembre 1989 (19 anni)  |       |      | Braga               |
| 11 | A    | Carlos Fernández      | 9 novembre 1990 (18 anni)   |       |      | Dep. Anzoátegui     |
| 12 | P    | Virgilio Piñero       | 30 aprile 1989 (20 anni)    |       |      | Deportivo Lara      |
| 13 | D    | Pablo Camacho         | 12 dicembre 1990 (18 anni)  |       |      | Espanyol            |
| 14 | D    | Óscar Rojas           | 16 gennaio 1990 (19 anni)   |       |      | Llaneros de Guanare |
| 15 | D    | Henry Pernía          | 9 novembre 1990 (18 anni)   |       |      | Llaneros de Guanare |
| 16 | C    | Juan Manuel Morales   | 29 maggio 1989 (20 anni)    |       |      | Tenerife            |
| 17 | A    | Adrián Lezama         | 22 luglio 1989 (20 anni)    |       |      | Deportivo Italia    |
| 18 | C    | Víctor Pérez          | 4 marzo 1989 (20 anni)      |       |      | Carabobo            |
| 19 | C    | Yohandry Orozco       | 19 marzo 1991 (18 anni)     |       |      | UA Maracaibo        |
| 20 | C    | Rafael Acosta         | 13 febbraio 1989 (20 anni)  |       |      | Cagliari            |
| 21 | P    | Ronald Garcés         | 17 maggio 1989 (20 anni)    |       |      | Carabobo            |

### Spagna U-20
Commissario tecnico:  Luis Milla
| N. | Pos. | Giocatore             | Data nascita (età)          | Pres. | Reti | Squadra         |
| -- | ---- | --------------------- | --------------------------- | ----- | ---- | --------------- |
| 1  | P    | Sergio Asenjo         | 28 giugno 1989 (20 anni)    |       |      | Atlético Madrid |
| 2  | D    | César Azpilicueta (c) | 28 agosto 1989 (20 anni)    |       |      | Osasuna         |
| 3  | D    | José Ángel Valdés     | 5 settembre 1989 (20 anni)  |       |      | Sporting Gijón  |
| 4  | D    | Álvaro Domínguez Soto | 15 maggio 1989 (20 anni)    |       |      | Atlético Madrid |
| 5  | D    | Alberto Botía         | 27 gennaio 1989 (20 anni)   |       |      | Sporting Gijón  |
| 6  | C    | Marcos Gullón         | 20 febbraio 1989 (20 anni)  |       |      | Villarreal      |
| 7  | C    | Aarón Ñíguez          | 26 aprile 1989 (20 anni)    |       |      | Celta Vigo      |
| 8  | C    | Ander Herrera         | 14 settembre 1989 (20 anni) |       |      | Real Saragozza  |
| 9  | A    | Kike                  | 25 novembre 1989 (19 anni)  |       |      | Real Murcia     |
| 10 | C    | Daniel Parejo         | 16 aprile 1989 (20 anni)    |       |      | Getafe          |
| 11 | C    | Jordi Alba            | 21 marzo 1989 (20 anni)     |       |      | Valencia        |
| 12 | D    | Andreu Fontàs         | 14 novembre 1989 (19 anni)  |       |      | Barcellona      |
| 13 | P    | Tomás Mejías          | 30 gennaio 1989 (20 anni)   |       |      | Real Madrid     |
| 14 | D    | Víctor Laguardia      | 5 novembre 1989 (19 anni)   |       |      | Real Saragozza  |
| 15 | C    | Dídac Vilà            | 9 giugno 1989 (20 anni)     |       |      | Espanyol        |
| 16 | C    | Oriol Romeu           | 24 settembre 1991 (18 anni) |       |      | Barcellona      |
| 17 | C    | Fran Mérida           | 4 marzo 1990 (19 anni)      |       |      | Arsenal         |
| 18 | A    | Óscar de Marcos       | 14 aprile 1989 (20 anni)    |       |      | Athletic Bilbao |
| 19 | A    | Iago Falque           | 4 aprile 1990 (19 anni)     |       |      | Bari            |
| 20 | A    | Emilio Nsue           | 30 settembre 1989 (19 anni) |       |      | Real Sociedad   |
| 21 | P    | Diego Mariño          | 9 maggio 1990 (19 anni)     |       |      | Villarreal      |

### Tahiti U-20
Commissario tecnico:  Lionel Charbonnier
| N. | Pos. | Giocatore            | Data nascita (età)          | Pres. | Reti | Squadra       |
| -- | ---- | -------------------- | --------------------------- | ----- | ---- | ------------- |
| 1  | P    | Teave Teamotuaitau   | 17 aprile 1992 (17 anni)    |       |      | Tiare         |
| 2  | D    | Taumihau Tiatia      | 25 luglio 1991 (18 anni)    |       |      | Wasquehal     |
| 3  | D    | Stéphane Faatiarau   | 13 marzo 1990 (19 anni)     |       |      | Tefana        |
| 4  | D    | Teheivarii Ludivion  | 1º luglio 1989 (20 anni)    |       |      | Vénus         |
| 5  | D    | Ariihau Teriitau (c) | 23 gennaio 1989 (20 anni)   |       |      | Vaiete        |
| 6  | C    | Heimano Bourebare    | 15 maggio 1989 (20 anni)    |       |      | Tefana        |
| 7  | A    | Garry Rochette       | 6 gennaio 1990 (19 anni)    |       |      | Taravao       |
| 8  | A    | Heiarii Tavanae      | 15 febbraio 1992 (17 anni)  |       |      | Central Sport |
| 9  | C    | Hiva Kamoise         | 17 gennaio 1992 (17 anni)   |       |      | Jeunes T.     |
| 10 | A    | Jay Warren           | 4 maggio 1989 (20 anni)     |       |      | Pirae         |
| 11 | A    | Stanley Atani        | 27 gennaio 1990 (19 anni)   |       |      | Jeunes T.     |
| 12 | P    | Ralph Heitaa         | 7 agosto 1991 (18 anni)     |       |      | Vaiarii Nui   |
| 13 | A    | Teaonui Tehau        | 1º settembre 1992 (16 anni) |       |      | Vénus         |
| 14 | A    | Steevy Chong Hue     | 26 gennaio 1990 (19 anni)   |       |      | Samine        |
| 15 | A    | Maheanuu Tua         | 8 marzo 1991 (18 anni)      |       |      | Vaiete        |
| 16 | P    | Teheipuarii Hauata   | 20 gennaio 1991 (18 anni)   |       |      | Tefana        |
| 17 | A    | Benson Manarii       | 30 gennaio 1991 (18 anni)   |       |      | Vaiete        |
| 18 | A    | Patrick Tepa         | 28 maggio 1989 (20 anni)    |       |      | Vaiete        |
| 19 | D    | Marama Amau          | 13 gennaio 1991 (18 anni)   |       |      | Vénus         |
| 20 | C    | Lorenzo Tehau        | 10 aprile 1989 (20 anni)    |       |      | Tefana        |
| 21 | C    | Alvin Tehau          | 10 aprile 1989 (20 anni)    |       |      | Tefana        |

## Gruppo C

### Camerun U-20
Commissario tecnico:  Alain Wabo
| N. | Pos. | Giocatore            | Data nascita (età)          | Pres. | Reti | Squadra             |
| -- | ---- | -------------------- | --------------------------- | ----- | ---- | ------------------- |
| 1  | P    | François Beyokol (c) | 12 marzo 1989 (20 anni)     |       |      | Canon Yaoundé       |
| 2  | C    | Olivier Mvondo       | 21 novembre 1989 (19 anni)  |       |      | Wil                 |
| 3  | D    | Sylvain Abad         | 4 maggio 1990 (19 anni)     |       |      | Elig Edzoa          |
| 4  | D    | Yaya Banana          | 29 luglio 1991 (18 anni)    |       |      | Espérance           |
| 5  | C    | Enow Juvette Tabot   | 8 giugno 1989 (20 anni)     |       |      | Interblock          |
| 6  | D    | Charley Fomen        | 9 luglio 1989 (20 anni)     |       |      | Olympique Marsiglia |
| 7  | C    | Olivier Boumal       | 17 settembre 1989 (20 anni) |       |      | Albacete            |
| 8  | D    | Etienne Soppo        | 20 agosto 1990 (19 anni)    |       |      | Casale              |
| 9  | A    | Brice Owona          | 4 marzo 1989 (20 anni)      |       |      | Cotonsport Garoua   |
| 10 | A    | Jacques Zoua         | 6 settembre 1991 (18 anni)  |       |      | Basilea             |
| 11 | D    | Adolphe Teikeu       | 23 giugno 1990 (19 anni)    |       |      | Metalurh Zaporižžja |
| 12 | P    | Thierry Tangouantio  | 4 maggio 1992 (17 anni)     |       |      | Elig Edzoa          |
| 13 | C    | Louise Parfait       | 6 luglio 1990 (19 anni)     |       |      | Piacenza            |
| 14 | A    | Patrick Ekeng        | 26 marzo 1990 (19 anni)     |       |      | Le Mans             |
| 15 | A    | Etienne Eto'o        | 10 gennaio 1990 (19 anni)   |       |      | Maiorca             |
| 16 | P    | Joseph Leke Asong    | 11 agosto 1989 (20 anni)    |       |      | Espanyol            |
| 17 | A    | Germain Tiko         | 29 aprile 1990 (19 anni)    |       |      | Maiorca             |
| 18 | C    | Jean Bapidi          | 8 marzo 1989 (20 anni)      |       |      | Espérance           |
| 19 | A    | Donald Djoussé       | 18 marzo 1990 (19 anni)     |       |      | Dinamo Tbilisi      |
| 20 | C    | Ghislain Mvom        | 23 ottobre 1992 (16 anni)   |       |      | Fortuna Yaoundé     |
| 21 | C    | Andre Akono Effa     | 15 maggio 1989 (20 anni)    |       |      | Canon Yaoundé       |

### Corea del Sud U-20
Commissario tecnico:  Hong Myung-bo
| N. | Pos. | Giocatore        | Data nascita (età)          | Pres. | Reti | Squadra                |
| -- | ---- | ---------------- | --------------------------- | ----- | ---- | ---------------------- |
| 1  | P    | Lee Beom-young   | 2 aprile 1989 (20 anni)     |       |      | Busan IPark            |
| 2  | D    | Oh Jae-suk       | 4 gennaio 1990 (19 anni)    |       |      | Univ. Kyung Hee        |
| 3  | D    | Kim Min-woo      | 25 febbraio 1990 (19 anni)  |       |      | Università Yonsei      |
| 4  | D    | Lim Jong-eun     | 18 giugno 1990 (19 anni)    |       |      | Ulsan HD               |
| 5  | D    | Kim Young-gwon   | 27 febbraio 1990 (19 anni)  |       |      | Università di Jeonju   |
| 6  | D    | Hong Jeong-ho    | 12 agosto 1989 (20 anni)    |       |      | Università Chosun      |
| 7  | C    | Koo Ja-cheol (c) | 27 febbraio 1989 (20 anni)  |       |      | Jeju SK                |
| 8  | C    | Seo Yong-duk     | 10 settembre 1989 (20 anni) |       |      | RB Omiya Ardija        |
| 9  | A    | Kim Dong-sub     | 29 marzo 1989 (20 anni)     |       |      | Tokushima Vortis       |
| 10 | A    | Cho Young-cheol  | 31 maggio 1989 (20 anni)    |       |      | Albirex Niigata        |
| 11 | A    | Seo Jung-jin     | 6 settembre 1989 (20 anni)  |       |      | Jeonbuk Hyundai        |
| 12 | P    | Kim Seung-gyu    | 30 settembre 1990 (18 anni) |       |      | Ulsan Hyundai          |
| 13 | D    | Jeong Dong-ho    | 7 marzo 1990 (19 anni)      |       |      | Yokohama Marinos       |
| 14 | C    | Moon Ki-han      | 17 marzo 1989 (20 anni)     |       |      | Seoul                  |
| 15 | C    | Choi Sung-keun   | 28 luglio 1991 (18 anni)    |       |      | Liceo di Eonnam        |
| 16 | D    | Jang Suk-won     | 11 agosto 1989 (20 anni)    |       |      | Università di Dankook  |
| 17 | D    | Yun Suk-young    | 13 febbraio 1990 (19 anni)  |       |      | Chunnam Dragons        |
| 18 | A    | Lee Seung-yeoul  | 6 marzo 1989 (20 anni)      |       |      | Seoul                  |
| 19 | A    | Kim Bo-kyung     | 6 ottobre 1989 (19 anni)    |       |      | Università Hongik      |
| 20 | A    | Park Hee-seong   | 7 aprile 1990 (19 anni)     |       |      | Università della Corea |
| 21 | P    | Kim Da-sol       | 4 gennaio 1989 (20 anni)    |       |      | Università Yonsei      |

### Germania U-20
Commissario tecnico:  Horst Hrubesch
| N. | Pos. | Giocatore             | Data nascita (età)          | Pres. | Reti | Squadra               |
| -- | ---- | --------------------- | --------------------------- | ----- | ---- | --------------------- |
| 1  | P    | Ron-Robert Zieler     | 12 febbraio 1989 (20 anni)  |       |      | Manchester Utd        |
| 2  | D    | Sebastian Jung        | 22 giugno 1990 (19 anni)    |       |      | Eintracht Francoforte |
| 3  | D    | David Vržogić         | 10 agosto 1989 (20 anni)    |       |      | Borussia Dortmund     |
| 4  | D    | Florian Jungwirth (c) | 27 gennaio 1989 (20 anni)   |       |      | Monaco 1860           |
| 5  | C    | Lars Bender           | 27 aprile 1989 (20 anni)    |       |      | Bayer Leverkusen      |
| 6  | C    | Sven Bender           | 27 aprile 1989 (20 anni)    |       |      | Borussia Dortmund     |
| 7  | C    | Timo Perthel          | 11 febbraio 1989 (20 anni)  |       |      | Werder Brema          |
| 8  | C    | Mario Vrančić         | 23 maggio 1989 (20 anni)    |       |      | Rot Weiss Ahlen       |
| 9  | A    | Richard Sukuta-Pasu   | 24 giugno 1990 (19 anni)    |       |      | Bayer Leverkusen      |
| 10 | C    | Lewis Holtby          | 18 settembre 1990 (19 anni) |       |      | Schalke 04            |
| 11 | A    | Manuel Schäffler      | 6 febbraio 1989 (20 anni)   |       |      | Monaco 1860           |
| 12 | P    | Tom Mickel            | 19 aprile 1989 (20 anni)    |       |      | Amburgo               |
| 13 | D    | Björn Kopplin         | 7 gennaio 1989 (20 anni)    |       |      | Bayern Monaco         |
| 14 | A    | Dani Schahin          | 9 luglio 1989 (20 anni)     |       |      | Greuther Fürth        |
| 15 | C    | Semih Aydilek         | 16 gennaio 1989 (20 anni)   |       |      | Kayserispor           |
| 16 | D    | Cihan Kaptan          | 4 marzo 1989 (20 anni)      |       |      | Bursaspor             |
| 17 | D    | Patrick Funk          | 11 febbraio 1990 (19 anni)  |       |      | Stoccarda             |
| 18 | A    | Tobias Kempe          | 27 giugno 1989 (20 anni)    |       |      | Werder Brema          |
| 19 | D    | Kai-Fabian Schulz     | 12 marzo 1990 (19 anni)     |       |      | Amburgo               |
| 20 | D    | Maik Rodenberg        | 29 gennaio 1989 (20 anni)   |       |      | Arminia Bielefeld     |
| 21 | P    | Sebastian Mielitz     | 17 agosto 1989 (20 anni)    |       |      | Werder Brema          |

### Stati Uniti U-20
Commissario tecnico:  Thomas Rongen
| N. | Pos. | Giocatore          | Data nascita (età)          | Pres. | Reti | Squadra                       |
| -- | ---- | ------------------ | --------------------------- | ----- | ---- | ----------------------------- |
| 1  | P    | Sean Johnson       | 31 maggio 1989 (20 anni)    |       |      | University of Central Florida |
| 2  | D    | Gale Agbossoumonde | 17 novembre 1991 (17 anni)  |       |      | Miami                         |
| 3  | D    | Dillon Powers      | 14 febbraio 1991 (18 anni)  |       |      | Notre Dame Fighting Irish     |
| 4  | D    | Sheanon Williams   | 17 marzo 1990 (19 anni)     |       |      | Carolina Dynamo               |
| 5  | C    | Danny Cruz         | 3 gennaio 1990 (19 anni)    |       |      | Houston Dynamo                |
| 6  | D    | Kyle Davies (c)    | 11 aprile 1989 (20 anni)    |       |      | FC Dallas                     |
| 7  | A    | Tony Taylor        | 13 luglio 1989 (20 anni)    |       |      | Jacksonville University       |
| 8  | C    | Jared Jeffrey      | 14 giugno 1990 (19 anni)    |       |      | Club Bruges                   |
| 9  | A    | Perica Marošević   | 5 maggio 1989 (20 anni)     |       |      | FC Dallas                     |
| 10 | C    | Dilly Duka         | 15 settembre 1989 (20 anni) |       |      | Rutgers University            |
| 11 | C    | Mikkel Diskerud    | 2 ottobre 1990 (18 anni)    |       |      | Stabæk                        |
| 12 | D    | Aaron Maund        | 19 settembre 1990 (19 anni) |       |      | Notre Dame Fighting Irish     |
| 13 | P    | Brian Perk         | 21 luglio 1989 (20 anni)    |       |      | UCLA Bruins                   |
| 14 | C    | Gerson Mayen       | 9 febbraio 1989 (20 anni)   |       |      | Chivas USA                    |
| 15 | C    | Brian Ownby        | 16 luglio 1990 (19 anni)    |       |      | Virginia Cavaliers            |
| 16 | D    | Ike Opara          | 21 febbraio 1989 (20 anni)  |       |      | W.F. Demon Deacons            |
| 17 | C    | Bryan Arguez       | 13 gennaio 1989 (20 anni)   |       |      | Hertha Berlino                |
| 18 | P    | Josh Lambo         | 19 novembre 1990 (18 anni)  |       |      | FC Dallas                     |
| 19 | C    | Jorge Villafaña    | 16 settembre 1989 (20 anni) |       |      | Chivas USA                    |
| 20 | A    | Brek Shea          | 28 febbraio 1990 (19 anni)  |       |      | FC Dallas                     |
| 21 | C    | Michael Stephens   | 3 aprile 1989 (20 anni)     |       |      | UCLA Bruins                   |

## Gruppo D

### Inghilterra U-20
Commissario tecnico:  Brian Eastick
| N. | Pos. | Giocatore          | Data nascita (età)          | Pres. | Reti | Squadra         |
| -- | ---- | ------------------ | --------------------------- | ----- | ---- | --------------- |
| 1  | P    | Jason Steele       | 18 agosto 1990 (19 anni)    |       |      | Middlesbrough   |
| 2  | D    | Kieran Trippier    | 19 settembre 1990 (19 anni) |       |      | Manchester City |
| 3  | D    | Jordan Parkes      | 26 luglio 1989 (20 anni)    |       |      | Watford         |
| 4  | C    | Adam Clayton       | 14 gennaio 1989 (20 anni)   |       |      | Manchester City |
| 5  | D    | Martin Kelly       | 27 aprile 1990 (19 anni)    |       |      | Liverpool       |
| 6  | D    | Ben Mee            | 3 novembre 1989 (19 anni)   |       |      | Manchester City |
| 7  | A    | Febian Brandy      | 4 febbraio 1989 (20 anni)   |       |      | Manchester Utd  |
| 8  | C    | Josh Walker (c)    | 21 febbraio 1989 (20 anni)  |       |      | Middlesbrough   |
| 9  | A    | Alex Nimely        | 5 novembre 1991 (17 anni)   |       |      | Manchester City |
| 10 | C    | Michael Woods      | 6 aprile 1990 (19 anni)     |       |      | Chelsea         |
| 11 | C    | Paul Marshall      | 9 luglio 1989 (20 anni)     |       |      | Manchester City |
| 12 | C    | Matty James        | 22 luglio 1991 (18 anni)    |       |      | Manchester Utd  |
| 13 | P    | Mark Oxley         | 2 giugno 1990 (19 anni)     |       |      | Hull City       |
| 14 | D    | Matthew Briggs     | 9 marzo 1991 (18 anni)      |       |      | Fulham          |
| 15 | D    | Gavin Hoyte        | 6 giugno 1990 (19 anni)     |       |      | Arsenal         |
| 16 | D    | Nana Ofori-Twumasi | 15 maggio 1990 (19 anni)    |       |      | Chelsea         |
| 17 | A    | Jon Obika          | 12 settembre 1990 (19 anni) |       |      | Yeovil Town     |
| 18 | A    | Sam Baldock        | 15 marzo 1989 (20 anni)     |       |      | MK Dons         |
| 19 | C    | Gary Gardner       | 29 giugno 1992 (17 anni)    |       |      | Aston Villa     |
| 20 | C    | Andrew Tutte       | 21 settembre 1990 (19 anni) |       |      | Manchester City |
| 21 | P    | Elliot Parish      | 20 maggio 1990 (19 anni)    |       |      | Aston Villa     |

### Ghana U-20
Commissario tecnico:  Sellas Tetteh
| N. | Pos. | Giocatore              | Data nascita (età)         | Pres. | Reti | Squadra            |
| -- | ---- | ---------------------- | -------------------------- | ----- | ---- | ------------------ |
| 1  | P    | Daniel Agyei           | 10 novembre 1989 (19 anni) |       |      | Liberty Prof.      |
| 2  | D    | Samuel Inkoom          | 1º giugno 1989 (20 anni)   |       |      | Basilea            |
| 3  | C    | Gladson Awako          | 31 dicembre 1990 (18 anni) |       |      | Heart of Lions     |
| 4  | D    | Jonathan Mensah        | 13 luglio 1990 (19 anni)   |       |      | Free State Stars   |
| 5  | D    | Daniel Ashley Addo     | 3 settembre 1989 (20 anni) |       |      | King Faisal Babies |
| 6  | D    | David Addy             | 21 febbraio 1990 (19 anni) |       |      | Randers            |
| 7  | A    | Abeiku Quansah         | 2 novembre 1990 (18 anni)  |       |      | Nizza              |
| 8  | C    | Emmanuel Agyemang-Badu | 2 dicembre 1990 (18 anni)  |       |      | Udinese            |
| 9  | C    | Opoku Agyemang         | 7 giugno 1989 (20 anni)    |       |      | Al-Wahda           |
| 10 | C    | André Ayew (c)         | 17 dicembre 1989 (19 anni) |       |      | Arles-Avignon      |
| 11 | A    | Latif Salifu           | 1º agosto 1990 (19 anni)   |       |      | Liberty Prof.      |
| 12 | D    | Ghandy Kassenu         | 9 agosto 1989 (20 anni)    |       |      | Liberty Prof.      |
| 13 | C    | Mohammed Rabiu         | 31 dicembre 1989 (19 anni) |       |      | Sampdoria          |
| 14 | D    | Daniel Opare           | 18 ottobre 1990 (18 anni)  |       |      | Real Madrid        |
| 15 | D    | Philip Boampong        | 1º gennaio 1990 (19 anni)  |       |      | Berekum Arsenal    |
| 16 | P    | Robert Dabuo           | 10 novembre 1990 (18 anni) |       |      | Wa All Stars       |
| 17 | D    | John Benson            | 27 agosto 1991 (18 anni)   |       |      | Aspire Academy     |
| 18 | A    | Ransford Osei          | 5 dicembre 1990 (18 anni)  |       |      | Twente             |
| 19 | D    | Bright Addae           | 19 dicembre 1992 (16 anni) |       |      | Wa All Stars       |
| 20 | A    | Dominic Adiyiah        | 29 novembre 1989 (19 anni) |       |      | Fredrikstad        |
| 21 | P    | Joseph Addo            | 2 novembre 1990 (18 anni)  |       |      | Sekondi Hasaacas   |

### Uruguay U-20
Commissario tecnico:  Diego Aguirre
| N. | Pos. | Giocatore                  | Data nascita (età)          | Pres. | Reti | Squadra              |
| -- | ---- | -------------------------- | --------------------------- | ----- | ---- | -------------------- |
| 1  | P    | Nicola Pérez               | 5 febbraio 1990 (19 anni)   |       |      | Nacional             |
| 2  | D    | Robert Herrera             | 1º marzo 1989 (20 anni)     |       |      | Defensor Sporting    |
| 3  | D    | Marcelo Silva              | 21 marzo 1989 (20 anni)     |       |      | Danubio              |
| 4  | D    | Adrián Gunino              | 3 febbraio 1989 (20 anni)   |       |      | Boca Juniors         |
| 5  | D    | Diego Martín Rodríguez     | 4 settembre 1989 (20 anni)  |       |      | Defensor Sporting    |
| 6  | D    | Leandro Cabrera            | 17 giugno 1991 (18 anni)    |       |      | Atlético Madrid      |
| 7  | C    | Tabaré Viudez              | 8 settembre 1989 (20 anni)  |       |      | Defensor Sporting    |
| 8  | C    | Maximiliano Calzada        | 21 aprile 1990 (19 anni)    |       |      | Nacional             |
| 9  | A    | Sebastián Charquero        | 21 febbraio 1989 (20 anni)  |       |      | Montevideo Wanderers |
| 10 | C    | Gastón Ramírez             | 2 dicembre 1990 (18 anni)   |       |      | Peñarol              |
| 11 | A    | Abel Hernández             | 8 agosto 1990 (19 anni)     |       |      | Palermo              |
| 12 | P    | Martín Sebastián Rodríguez | 20 settembre 1989 (20 anni) |       |      | Montevideo Wanderers |
| 13 | D    | Matías Aguirregaray        | 1º aprile 1989 (20 anni)    |       |      | Peñarol              |
| 14 | C    | Nicolás Lodeiro (c)        | 21 marzo 1989 (20 anni)     |       |      | Nacional             |
| 15 | C    | Mauricio Pereyra           | 15 marzo 1990 (19 anni)     |       |      | Nacional             |
| 16 | D    | Rodrigo Mieres             | 19 aprile 1989 (20 anni)    |       |      | Defensor Sporting    |
| 17 | A    | Jonathan Urretaviscaya     | 19 marzo 1990 (19 anni)     |       |      | Benfica              |
| 18 | C    | Matías Mirabaje            | 6 marzo 1989 (20 anni)      |       |      | Racing Montevideo    |
| 19 | D    | Sebastián Coates           | 7 ottobre 1990 (18 anni)    |       |      | Nacional             |
| 20 | A    | Santiago Damián García     | 14 settembre 1990 (19 anni) |       |      | Nacional             |
| 21 | P    | Martín Campaña             | 29 maggio 1989 (20 anni)    |       |      | Cerro Largo          |

### Uzbekistan U-20
Commissario tecnico:  Akhmadjon Ubaydullaev
| N. | Pos. | Giocatore              | Data nascita (età)         | Pres. | Reti | Squadra           |
| -- | ---- | ---------------------- | -------------------------- | ----- | ---- | ----------------- |
| 1  | P    | Mukhiddin Khudoyorov   | 5 novembre 1990 (18 anni)  |       |      | Bunyodkor         |
| 2  | D    | Sarvar Otabayev        | 12 agosto 1989 (20 anni)   |       |      | Qizilqum          |
| 3  | D    | Kamoliddin Tadjibaev   | 19 gennaio 1990 (19 anni)  |       |      | Bunyodkor         |
| 4  | D    | Sherzod Azamov         | 14 gennaio 1990 (19 anni)  |       |      | Nasaf Qarshi      |
| 5  | D    | Dilyorbek Irmatov      | 30 aprile 1989 (20 anni)   |       |      | Neftchi Fergana   |
| 6  | C    | Sunnatilla Mamadaliyev | 28 agosto 1989 (20 anni)   |       |      | Qizilqum          |
| 7  | D    | Gulom Urunov           | 7 giugno 1989 (20 anni)    |       |      | Paxtakor          |
| 8  | C    | Sherzod Karimov (c)    | 26 gennaio 1989 (20 anni)  |       |      | Paxtakor          |
| 9  | A    | Kenja To'rayev         | 1º marzo 1989 (20 anni)    |       |      | Nasaf Qarshi      |
| 10 | A    | Sanat Shikhov          | 28 dicembre 1989 (19 anni) |       |      | Paxtakor          |
| 11 | A    | Davron Mirzaev         | 8 febbraio 1989 (20 anni)  |       |      | Rubin             |
| 12 | P    | Sanjar Quvvatov        | 8 gennaio 1990 (19 anni)   |       |      | Mash'al           |
| 13 | C    | Doston Abdurahmonov    | 5 maggio 1990 (19 anni)    |       |      | Olmaliq           |
| 14 | A    | Ivan Nagayev           | 3 luglio 1989 (20 anni)    |       |      | Metallurg Bekabad |
| 15 | C    | Sardor Mirzayev        | 21 marzo 1991 (18 anni)    |       |      | Neftchi Fergana   |
| 16 | A    | Oybek Qilichev         | 17 gennaio 1989 (20 anni)  |       |      | Paxtakor          |
| 17 | D    | Murod Khalmukhamedov   | 23 dicembre 1990 (18 anni) |       |      | Paxtakor          |
| 18 | C    | Fozil Musayev          | 2 gennaio 1989 (20 anni)   |       |      | Mash'al           |
| 19 | C    | Jasur Khasanov         | 24 luglio 1989 (20 anni)   |       |      | Buxoro            |
| 20 | D    | Islom Tukhtakhujaev    | 30 ottobre 1989 (19 anni)  |       |      | Neftchi Fergana   |
| 21 | P    | Doniyorjon Usmonov     | 23 giugno 1989 (20 anni)   |       |      | Neftchi Fergana   |

## Gruppo E

### Australia U-20
Commissario tecnico:  Jan Versleijen
| N. | Pos. | Giocatore         | Data nascita (età)          | Pres. | Reti | Squadra           |
| -- | ---- | ----------------- | --------------------------- | ----- | ---- | ----------------- |
| 1  | P    | Andrew Redmayne   | 13 gennaio 1989 (20 anni)   |       |      | C.C. Mariners     |
| 2  | D    | Daniel Mullen     | 26 ottobre 1989 (19 anni)   |       |      | Adelaide Utd      |
| 3  | D    | Luke DeVere       | 5 novembre 1989 (19 anni)   |       |      | Brisbane Roar     |
| 4  | D    | Ryan McGowan      | 15 agosto 1989 (20 anni)    |       |      | Hearts            |
| 5  | D    | Matthew Jurman    | 8 dicembre 1989 (19 anni)   |       |      | Sydney FC         |
| 6  | C    | James Holland (c) | 15 maggio 1989 (20 anni)    |       |      | AZ Alkmaar        |
| 7  | C    | Tahj Minniecon    | 13 febbraio 1989 (20 anni)  |       |      | Gold Coast Utd    |
| 8  | C    | Aaron Mooy        | 15 settembre 1990 (19 anni) |       |      | Bolton            |
| 9  | A    | Jason Hoffman     | 28 gennaio 1989 (20 anni)   |       |      | Newcastle Jets    |
| 10 | C    | Mitch Nichols     | 1º maggio 1989 (20 anni)    |       |      | Brisbane Roar     |
| 11 | C    | Thomas Oar        | 10 dicembre 1991 (17 anni)  |       |      | Brisbane Roar     |
| 12 | A    | Nathan Elasi      | 18 novembre 1989 (19 anni)  |       |      | Melbourne Victory |
| 13 | C    | Chris Herd        | 4 aprile 1989 (20 anni)     |       |      | Aston Villa       |
| 14 | A    | Kofi Danning      | 2 marzo 1991 (18 anni)      |       |      | Sydney FC         |
| 15 | D    | Sam Munro         | 23 novembre 1990 (18 anni)  |       |      | Sydney FC         |
| 16 | C    | Ben Kantarovski   | 20 gennaio 1992 (17 anni)   |       |      | Newcastle Jets    |
| 17 | C    | Rhyan Grant       | 26 febbraio 1991 (18 anni)  |       |      | Sydney FC         |
| 18 | P    | Dean Bouzanis     | 2 ottobre 1990 (18 anni)    |       |      | Liverpool         |
| 19 | A    | Sean Rooney       | 1º marzo 1989 (20 anni)     |       |      | Newcastle Jets    |
| 20 | D    | Sam Gallagher     | 5 maggio 1991 (18 anni)     |       |      | Sydney FC         |
| 21 | P    | Alex Cisak        | 19 maggio 1989 (20 anni)    |       |      | Leicester City    |

### Brasile U-20
Commissario tecnico:  Rogério Lourenço
| N. | Pos. | Giocatore         | Data nascita (età)          | Pres. | Reti | Squadra          |
| -- | ---- | ----------------- | --------------------------- | ----- | ---- | ---------------- |
| 1  | P    | Rafael            | 23 giugno 1989 (20 anni)    |       |      | Cruzeiro         |
| 2  | D    | Douglas           | 6 agosto 1990 (19 anni)     |       |      | Goiás            |
| 3  | D    | Dalton            | 5 febbraio 1990 (19 anni)   |       |      | Fluminense       |
| 4  | D    | Rafael Tolói      | 10 ottobre 1990 (18 anni)   |       |      | Goiás            |
| 5  | C    | Renan Foguinho    | 9 ottobre 1989 (19 anni)    |       |      | Athl. Paranaense |
| 6  | D    | Diogo             | 30 dicembre 1989 (19 anni)  |       |      | San Paolo        |
| 7  | C    | Alex Teixeira     | 6 gennaio 1990 (19 anni)    |       |      | Vasco da Gama    |
| 8  | C    | Maylson           | 6 marzo 1989 (20 anni)      |       |      | Grêmio           |
| 9  | A    | Alan Kardec       | 12 gennaio 1989 (20 anni)   |       |      | Internacional    |
| 10 | C    | Giuliano (c)      | 31 maggio 1990 (19 anni)    |       |      | Internacional    |
| 11 | C    | Ganso             | 12 ottobre 1989 (19 anni)   |       |      | Santos           |
| 12 | P    | Renan Ribeiro     | 23 marzo 1990 (19 anni)     |       |      | Atlético Mineiro |
| 13 | C    | Douglas Costa     | 14 settembre 1990 (19 anni) |       |      | Grêmio           |
| 14 | D    | Fabrício          | 20 febbraio 1990 (19 anni)  |       |      | Flamengo         |
| 15 | D    | Wellington Júnior | 26 giugno 1989 (20 anni)    |       |      | Botafogo         |
| 16 | D    | Bruno Bertucci    | 27 aprile 1990 (19 anni)    |       |      | Corinthians      |
| 17 | C    | Souza             | 11 febbraio 1989 (20 anni)  |       |      | Vasco da Gama    |
| 18 | C    | Boquita           | 7 aprile 1990 (19 anni)     |       |      | Corinthians      |
| 19 | A    | Maicon            | 18 febbraio 1990 (19 anni)  |       |      | Fluminense       |
| 20 | A    | Ciro              | 18 aprile 1989 (20 anni)    |       |      | Sport Recife     |
| 21 | P    | Saulo             | 2 aprile 1989 (20 anni)     |       |      | Sport Recife     |

### Costa Rica U-20
Commissario tecnico:  Rónald González
| N. | Pos. | Giocatore          | Data nascita (età)          | Pres. | Reti | Squadra             |
| -- | ---- | ------------------ | --------------------------- | ----- | ---- | ------------------- |
| 1  | P    | Esteban Alvarado   | 28 aprile 1989 (20 anni)    |       |      | Saprissa            |
| 2  | D    | José Mena (c)      | 2 febbraio 1989 (20 anni)   |       |      | Saprissa            |
| 3  | D    | Roy Smith          | 19 aprile 1990 (19 anni)    |       |      | Brujas              |
| 4  | D    | Kenner Gutiérrez   | 9 giugno 1989 (20 anni)     |       |      | Alajuelense         |
| 5  | D    | Derrick Johnson    | 28 luglio 1989 (20 anni)    |       |      | Brujas              |
| 6  | D    | Ricardo Blanco     | 12 maggio 1989 (20 anni)    |       |      | Saprissa            |
| 7  | A    | Marco Ureña        | 5 marzo 1990 (19 anni)      |       |      | Alajuelense         |
| 8  | C    | David Guzmán       | 18 febbraio 1990 (19 anni)  |       |      | Saprissa            |
| 9  | A    | Jorge Castro       | 11 settembre 1990 (19 anni) |       |      | Saprissa            |
| 10 | C    | Diego Estrada      | 25 maggio 1989 (20 anni)    |       |      | Alajuelense         |
| 11 | A    | Diego Madrigal     | 19 marzo 1989 (20 anni)     |       |      | Univ. de Costa Rica |
| 12 | D    | Cristian Gamboa    | 24 ottobre 1989 (19 anni)   |       |      | Municipal Liberia   |
| 13 | C    | Allen Guevara      | 16 aprile 1989 (20 anni)    |       |      | Municipal Liberia   |
| 14 | D    | Bryan Oviedo       | 18 febbraio 1990 (19 anni)  |       |      | Saprissa            |
| 15 | D    | Pedro Leal         | 31 gennaio 1989 (20 anni)   |       |      | Puntarenas          |
| 16 | C    | Carlos Hernández   | 29 agosto 1989 (20 anni)    |       |      | Herediano           |
| 17 | A    | Josué Martínez     | 25 marzo 1990 (19 anni)     |       |      | Saprissa            |
| 18 | P    | Minor Álvarez      | 14 novembre 1989 (19 anni)  |       |      | Saprissa            |
| 19 | C    | José Daniel Varela | 30 aprile 1990 (19 anni)    |       |      | Brujas              |
| 20 | C    | Esteban Luna       | 5 gennaio 1990 (19 anni)    |       |      | Saprissa            |
| 21 | P    | Danny Carvajal     | 8 gennaio 1989 (20 anni)    |       |      | Brujas              |

### Rep. Ceca U-20
Commissario tecnico:  Jakub Dovalil
| N. | Pos. | Giocatore         | Data nascita (età)          | Pres. | Reti | Squadra         |
| -- | ---- | ----------------- | --------------------------- | ----- | ---- | --------------- |
| 1  | P    | Tomáš Vaclík      | 29 marzo 1989 (20 anni)     |       |      | Vítkovice       |
| 2  | D    | Jan Lecjaks       | 9 agosto 1990 (19 anni)     |       |      | Viktoria Plzeň  |
| 3  | D    | Jan Hošek         | 1º aprile 1989 (20 anni)    |       |      | Slavia Praga    |
| 4  | D    | Ondřej Mazuch (c) | 15 marzo 1989 (20 anni)     |       |      | Anderlecht      |
| 5  | D    | Ondřej Čelůstka   | 18 giugno 1989 (20 anni)    |       |      | Slavia Praga    |
| 6  | C    | Lukáš Vácha       | 13 maggio 1989 (20 anni)    |       |      | Slovan Liberec  |
| 7  | A    | Jan Chramosta     | 12 ottobre 1990 (18 anni)   |       |      | Mladá Boleslav  |
| 8  | C    | Jan Morávek       | 1º novembre 1989 (19 anni)  |       |      | Schalke 04      |
| 9  | A    | Michael Rabušic   | 17 settembre 1989 (20 anni) |       |      | Brno            |
| 10 | A    | Tomáš Pekhart     | 26 maggio 1989 (20 anni)    |       |      | Slavia Praga    |
| 11 | A    | Jan Vošahlík      | 8 marzo 1989 (20 anni)      |       |      | Jablonec        |
| 12 | C    | Lukáš Mareček     | 17 aprile 1990 (19 anni)    |       |      | Brno            |
| 13 | C    | Martin Zeman      | 28 marzo 1989 (20 anni)     |       |      | Sparta Praga    |
| 14 | D    | Radim Řezník      | 20 gennaio 1989 (20 anni)   |       |      | Baník Ostrava   |
| 15 | D    | Jakub Heidenreich | 27 aprile 1989 (20 anni)    |       |      | Bohemians Praga |
| 16 | P    | Jan Šebek         | 31 marzo 1991 (18 anni)     |       |      | Chelsea         |
| 17 | C    | Petr Wojnar       | 12 gennaio 1989 (20 anni)   |       |      | Baník Ostrava   |
| 18 | C    | Tomáš Fabián      | 10 settembre 1989 (20 anni) |       |      | Mladá Boleslav  |
| 19 | D    | Pavel Dreksa      | 17 settembre 1989 (20 anni) |       |      | Sigma Olomouc   |
| 20 | C    | Antonín Fantiš    | 15 aprile 1992 (17 anni)    |       |      | Příbram         |
| 21 | P    | Jakub Jakubov     | 1º febbraio 1989 (20 anni)  |       |      | Dukla Praga     |

## Gruppo F

### Emirati Arabi Uniti U-20
Commissario tecnico:  Mahdi Redha
| N. | Pos. | Giocatore            | Data nascita (età)          | Pres. | Reti | Squadra       |
| -- | ---- | -------------------- | --------------------------- | ----- | ---- | ------------- |
| 1  | P    | Yousif Abdelrahman   | 4 marzo 1989 (20 anni)      |       |      | Al-Ain        |
| 2  | D    | Saad Surour          | 19 luglio 1990 (19 anni)    |       |      | Al-Ahli Dubai |
| 3  | C    | Saoud Saeed          | 28 giugno 1990 (19 anni)    |       |      | Al-Wasl       |
| 4  | D    | Mohammed Marzooq     | 23 gennaio 1989 (20 anni)   |       |      | Al-Shabab     |
| 5  | C    | Amer Abdulrahman     | 3 luglio 1989 (20 anni)     |       |      | Baniyas       |
| 6  | D    | Mohammed Jamal       | 22 luglio 1989 (20 anni)    |       |      | Al-Wasl       |
| 7  | A    | Ali Mabkhout         | 5 ottobre 1990 (18 anni)    |       |      | Al-Jazira     |
| 8  | D    | Hamdan Al Kamali (c) | 2 maggio 1989 (20 anni)     |       |      | Al-Wahda      |
| 9  | A    | Ahmed Ali            | 28 gennaio 1990 (19 anni)   |       |      | Al-Wahda      |
| 10 | C    | Theyab Awana         | 6 luglio 1990 (19 anni)     |       |      | Baniyas       |
| 11 | A    | Ahmed Khalil         | 8 giugno 1991 (18 anni)     |       |      | Al-Ahli Dubai |
| 12 | C    | Habib Fardan         | 11 novembre 1990 (18 anni)  |       |      | Al-Nasr       |
| 13 | P    | Ahmed Mahmoud        | 30 marzo 1989 (20 anni)     |       |      | Al-Shabab     |
| 14 | D    | Abdelaziz Sanqour    | 7 maggio 1989 (20 anni)     |       |      | Sharjah       |
| 15 | A    | Maher Jasem          | 22 gennaio 1989 (20 anni)   |       |      | Al-Wasl       |
| 16 | D    | Mohammed Fayez       | 6 ottobre 1989 (19 anni)    |       |      | Al-Ain        |
| 17 | P    | Saif Yousef          | 10 gennaio 1989 (20 anni)   |       |      | Al-Ahli Dubai |
| 18 | C    | Mohamed Fawzi        | 22 febbraio 1990 (19 anni)  |       |      | Al-Ahli Dubai |
| 19 | D    | Mohamed Ahmed        | 16 aprile 1989 (20 anni)    |       |      | Al-Shabab     |
| 20 | D    | Abdulaziz Hussain    | 10 settembre 1990 (19 anni) |       |      | Al-Shabab     |
| 21 | C    | Sultan Al Menhali    | 18 gennaio 1989 (20 anni)   |       |      | Al-Jazira     |

### Honduras U-20
Commissario tecnico:  Emilio Umanzor
| N. | Pos. | Giocatore                  | Data nascita (età)          | Pres. | Reti | Squadra       |
| -- | ---- | -------------------------- | --------------------------- | ----- | ---- | ------------- |
| 1  | P    | Francisco Reyes            | 7 febbraio 1990 (19 anni)   |       |      | Olimpia       |
| 2  | D    | Nahún Solís                | 18 gennaio 1989 (20 anni)   |       |      | Platense      |
| 3  | D    | Ángel Castro               | 8 settembre 1990 (19 anni)  |       |      | Olimpia       |
| 4  | D    | Wilmer Crisanto            | 19 settembre 1989 (20 anni) |       |      | Victoria      |
| 5  | D    | José Fonseca               | 27 maggio 1990 (19 anni)    |       |      | Olimpia       |
| 6  | C    | Esdras Padilla             | 4 settembre 1989 (20 anni)  |       |      | Motagua       |
| 7  | C    | Mario Roberto Martínez (c) | 30 luglio 1989 (20 anni)    |       |      | Vålerenga     |
| 8  | C    | Reinieri Mayorquín         | 13 luglio 1989 (20 anni)    |       |      | Aalesund      |
| 9  | A    | Cristian Martínez          | 8 settembre 1990 (19 anni)  |       |      | Real España   |
| 10 | A    | Erick Andino               | 21 luglio 1989 (20 anni)    |       |      | Olimpia       |
| 11 | A    | Roger Rojas                | 9 giugno 1990 (19 anni)     |       |      | Olimpia       |
| 12 | P    | Marlon Licona              | 9 febbraio 1991 (18 anni)   |       |      | Motagua       |
| 13 | C    | Ronald Martínez            | 26 luglio 1990 (19 anni)    |       |      | Motagua       |
| 14 | D    | Gerson Rodas               | 6 luglio 1990 (19 anni)     |       |      | Real España   |
| 15 | C    | Arnold Peralta             | 29 marzo 1989 (20 anni)     |       |      | Vida          |
| 16 | D    | Johnny Leverón             | 7 febbraio 1990 (19 anni)   |       |      | Motagua       |
| 17 | C    | Bonel Avila                | 29 marzo 1989 (20 anni)     |       |      | Marathón      |
| 18 | C    | Julio Ocampo               | 12 febbraio 1990 (19 anni)  |       |      | Real Juventud |
| 19 | A    | Víctor Ortiz               | 21 maggio 1990 (19 anni)    |       |      | Victoria      |
| 20 | C    | Alfredo Mejía              | 3 aprile 1990 (19 anni)     |       |      | Real España   |
| 21 | P    | José Alberto Mendoza       | 21 luglio 1989 (20 anni)    |       |      | Platense      |

### Ungheria U-20
Commissario tecnico:  Sándor Egervári
| N. | Pos. | Giocatore          | Data nascita (età)         | Pres. | Reti | Squadra      |
| -- | ---- | ------------------ | -------------------------- | ----- | ---- | ------------ |
| 1  | P    | Péter Gulácsi      | 6 maggio 1990 (19 anni)    |       |      | Liverpool    |
| 2  | D    | János Szabó        | 11 luglio 1989 (20 anni)   |       |      | Paks         |
| 3  | C    | Péter Takács       | 25 gennaio 1990 (19 anni)  |       |      | Diósgyőr     |
| 4  | C    | Máté Kiss          | 30 aprile 1991 (18 anni)   |       |      | Győri ETO    |
| 5  | D    | András Debreceni   | 21 aprile 1989 (20 anni)   |       |      | Honvéd       |
| 6  | D    | Zsolt Korcsmár     | 9 gennaio 1989 (20 anni)   |       |      | Újpest       |
| 7  | C    | Vladimir Koman (c) | 16 marzo 1989 (20 anni)    |       |      | Bari         |
| 8  | A    | András Simon       | 30 marzo 1990 (19 anni)    |       |      | Córdoba      |
| 9  | A    | Krisztián Németh   | 5 gennaio 1989 (20 anni)   |       |      | AEK Atene    |
| 10 | C    | Ádám Dudás         | 12 febbraio 1989 (20 anni) |       |      | Győri ETO    |
| 11 | C    | Roland Varga       | 23 gennaio 1990 (19 anni)  |       |      | Brescia      |
| 12 | P    | Balázs Megyeri     | 31 marzo 1990 (19 anni)    |       |      | Ferencváros  |
| 13 | D    | Adrián Szekeres    | 21 aprile 1989 (20 anni)   |       |      | MTK Budapest |
| 14 | D    | Ádám Présinger     | 26 gennaio 1989 (20 anni)  |       |      | Videoton     |
| 15 | D    | Bence Zámbó        | 17 agosto 1989 (20 anni)   |       |      | Győri ETO    |
| 16 | C    | Ádám Simon         | 30 marzo 1990 (19 anni)    |       |      | Haladás      |
| 17 | C    | András Gosztonyi   | 7 novembre 1990 (18 anni)  |       |      | MTK Budapest |
| 18 | A    | Ádám Balajti       | 7 marzo 1991 (18 anni)     |       |      | Diósgyőr     |
| 19 | A    | Márkó Futács       | 22 febbraio 1990 (19 anni) |       |      | Werder Brema |
| 20 | C    | Bence Tóth         | 27 luglio 1989 (20 anni)   |       |      | Ferencváros  |
| 21 | P    | Ádám Kovácsik      | 4 aprile 1991 (18 anni)    |       |      | Reggina      |

### Sudafrica U-20
Commissario tecnico:  Serame Letsoaka
| N. | Pos. | Giocatore              | Data nascita (età)         | Pres. | Reti | Squadra         |
| -- | ---- | ---------------------- | -------------------------- | ----- | ---- | --------------- |
| 1  | P    | Darren Keet            | 5 agosto 1989 (20 anni)    |       |      | Bidvest Wits    |
| 2  | D    | Sibusiso Khumalo       | 8 settembre 1989 (20 anni) |       |      | Moroka Swallows |
| 3  | D    | Sibusiso Mxoyana       | 14 aprile 1989 (20 anni)   |       |      | Orlando Pirates |
| 4  | D    | Thulani Hlatshwayo     | 18 dicembre 1989 (19 anni) |       |      | Ajax Cape Town  |
| 5  | D    | Ramahlwe Mphahlele (c) | 1º febbraio 1990 (19 anni) |       |      | Moroka Swallows |
| 6  | C    | Kamohelo Mokotjo       | 11 marzo 1991 (18 anni)    |       |      | Feyenoord       |
| 7  | C    | Daylon Claasen         | 28 gennaio 1990 (19 anni)  |       |      | Ajax            |
| 8  | C    | Sameehg Doutie         | 31 maggio 1989 (20 anni)   |       |      | Ajax Cape Town  |
| 9  | A    | Thulani Ngcepe         | 19 gennaio 1990 (19 anni)  |       |      | SuperSport Utd  |
| 10 | C    | Thulani Serero         | 11 aprile 1990 (19 anni)   |       |      | Ajax Cape Town  |
| 11 | C    | Philani Khwela         | 22 agosto 1991 (18 anni)   |       |      | Feyenoord       |
| 12 | C    | Mandla Masango         | 18 luglio 1989 (20 anni)   |       |      | Kaizer Chiefs   |
| 13 | D    | Gladwin Shitolo        | 10 agosto 1989 (20 anni)   |       |      | Jomo Cosmos     |
| 14 | D    | Phumelele Bhengu       | 19 novembre 1989 (19 anni) |       |      | Moroka Swallows |
| 15 | D    | Andile Jali            | 10 aprile 1990 (19 anni)   |       |      | Orlando Pirates |
| 16 | P    | Thela Ngobeni          | 4 febbraio 1989 (20 anni)  |       |      | Kaizer Chiefs   |
| 17 | A    | George Maluleka        | 7 gennaio 1989 (20 anni)   |       |      | Ajax Cape Town  |
| 18 | A    | Kermit Erasmus         | 8 luglio 1990 (19 anni)    |       |      | Excelsior       |
| 19 | D    | Collen Zulu            | 1º gennaio 1991 (18 anni)  |       |      | Supersport Utd  |
| 20 | A    | Dino Ndlovu            | 15 febbraio 1990 (19 anni) |       |      | Platinum Stars  |
| 21 | P    | Tawfeeq Salie          | 21 luglio 1991 (18 anni)   |       |      | Ajax Cape Town  |